# Xoria
Xoria là một chi bướm đêm thuộc họ Erebidae.